# 波赫情報安全局
波士尼亞與赫塞哥維納情報安全局（波士尼亞語：Obavještajno-sigurnosna agencija Bosne i Hercegovine，通稱OSA-OBA BiH）是波士尼亞與赫塞哥維納國內最主要的情報機構。該局於2004年3月由波士尼亞與赫塞哥維納議會批准設立。

## 職責與功能
波赫情報安全局具有下列職責：
- 基於國家安全目的，自境外蒐集情報資訊
- 為維護主權完整性、國家獨立性與憲法秩序，得實施必要的情報活動
- 蒐集恐怖活動情報、麻醉藥品生產與運輸情報、大規模殺傷性武器情報與環境犯罪情報
- 蒐集足以危害國家安全的組織犯罪情報

## 與其他機關的關係
波赫國家情報安全局與該國國內其他國家機關的關係如下：
安全情報局由波士尼亞與赫塞哥維納部長會議主席領導。波士尼亞與赫塞哥維納主席團輪值主席在聽取部長會議主席的意見後，有權任免情報局局長。
波赫安全情報局在這樣的脈絡下運作，並被認為「大致上受到有效的公民監督」（美國國務院報告，2004年），但即便如此，該局卻與波赫國內多起虐待案件有關，且持續於該國政治中扮演重要的角色。波士尼亞獲得美國與許多歐洲國家的協助，並企圖改革國內現有的情報與安全體系。